# Condado de Bennington
El condado de Bennington (en inglés: Bennington County), fundado en 1779, es uno de los catorce condados del estado estadounidense de Vermont. Según el censo de 2020, su población era de 37.347 habitantes. Cuenta con dos sedes del condado, Bennington y Manchester.

## Historia
Bennington es el condado más antiguo de Vermont que aún existe, creado por la primera asamblea general el 17 de marzo de 1778.  Vermont se organizó en dos condados originales, con Bennington en el oeste y Unity (unos días más tarde renombrado Cumberland) en el este.  El 16 de febrero de 1781, el condado de Rutland se creó a partir del condado de Bennington. El 13 de abril de 1781, Bennington obtuvo la zona al este de la ciudad de Bromley (ahora Perú) de los condados de Windham y Windsor, ahora conocidos como Landgrove . 
Desde el 26 de junio de 1781 hasta el 23 de febrero de 1782, Vermont intentó anexar parte de Nueva York al este del río Hudson (la llamada West Union); los habitantes de la zona favorecían el sistema de gobierno municipal de Vermont, mientras que Vermont esperaba ganar poder de negociación mediante la expansión. Nueva York no perdió el control de la zona. Durante casi siete meses, el condado de Bennington se superpuso con parte del condado de Albany, Nueva York. 
El 27 de febrero de 1787, el condado de Windham obtuvo la ciudad de Stratton del condado de Bennington.  El 25 de octubre de 1805, el condado de Rutland obtuvo parte del condado cuando la ciudad de Mount Tabor obtuvo parte de la ciudad de Peru. El condado obtuvo parte del condado de Rutland cuando la ciudad de Dorset obtuvo una pequeña área de la ciudad de Mount Tabor el 17 de noviembre de 1825. 

## Geografía
Según la Oficina del Censo, el condado tiene un área total de 1756 km² (678 mi²), de la cual 1753 km² (676,8 mi²) es tierra y 3 km² (1,2 mi²) (0.21%) es agua.

### Condados adyacentes
- Condado de Rutland - norte
- Condado de Windsor - noreste
- Condado de Windham - este
- Condado de Franklin - sureste
- Condado de Berkshire - sur
- Condado de Rensselaer - suroeste
- Condado de Washington - noroeste

## Demografía
En el 2000 la renta per cápita promedia del condado era de $39,926, y el ingreso promedio para una familia era de $46,565. En 2000 los hombres tenían un ingreso per cápita de $31,982 versus $23,632 para las mujeres. El ingreso per cápita para el condado era de $21,193. Alrededor del 10.00% de la población estaba bajo el umbral de pobreza nacional.

## Localidades

### Pueblos
Arlington |
Bennington |
Dorset |
Glastenbury |
Landgrove |
Manchester |
Peru |
Pownal |
Readsboro |
Rupert |
Sandgate |
Searsburg |
Shaftsbury |
Stamford |
Sunderland |
Winhall |
Woodford 

### Villas
Manchester |
North Bennington |
Old Bennington 

### Lugares designado por el censo
Arlington |
Bennington |
Dorset |
Manchester Center |
Readsboro |
South Shaftsbury 